# Kamen Rider Dragon Knight
Kamen Rider Dragon Knight is een Amerikaanse tokusatsuserie gebaseerd op de Japanse serie Kamen Rider Ryuki. De serie werd van 3 januari t/m 26 december 2009 uitgezonden, nadat er op 13 december 2008 al een preview van te zien was.
De serie is gemaakt door Steve Wang en Michael Wang.

## Verhaal
De serie draait om een groep van 12 helden genaamd Kamen Riders, die samen de beschermers zijn van de wereld Ventara; een spiegelwereld die parallel bestaat aan de onze. De Kamen Riders zijn de enige mensen die vrijuit van de ene naar de andere dimensie kunnen reizen. Ze moeten Ventara beschermen tegen generaal Xaviax en zijn monsters. Bij aanvang van de serie heeft Xaviax echter al 10 Kamen Riders verslagen en ze hun Advent Decks, speciale kaartdecks waarmee iemand een Kamen Rider kan worden en bepaalde wapens kan hanteren, afgenomen.
Hoofdpersoon in de serie is Kit Taylor. Tijdens een zoektocht naar zijn vader vindt hij een speciale kaart die hem verandert in de Kamen Rider Dragon Knight. Hij ontmoet al snel een man genaamd Len, die zelf de Kamen Rider Wing Knight is. De twee besluiten samen te werken nadat Kit ontdekt dat generaal Xaviax zijn vader gevangen houdt. Xaviax laat zijn monsters mensen ontvoeren om meer macht te krijgen. Xaviax gebruikt tevens de reeds gestolen Advant Decks om een aantal corrupte mensen te laten veranderen in slechte Kamen Riders om de twee helden tegen te werken.

## Personages

### Kamen Riders
- Kit Taylor/Adam (De originele Dragon Knight)/Kamen Rider Dragon Knight: de hoofdpersoon uit de serie. Kit is een jonge volwassene wiens vader al jaren vermist is. Hij is nadien door een reeks van onfortuinlijkheden in de problemen geraakt en staat nu bekend als een dief. Hij gebruikt als Kamen Rider een Advent Deck met Dragredder, een rode Japanse draak, als zijn Advent contract monster.
- Len/Kamen Rider Wing Knight: een mysterieuze jonge man die net als Kit tegen Xaviax’ monsters vecht. Hij heeft een vleermuis Advent Deck. Zijn contract monster heet Darkwing.
- Kamen Rider Siren/Kase: een vrouwelijke Kamen Rider met een zwaan Advent Deck.
- Chris Ramirez/Kamen Rider Sting: een Kamen Rider gewapend met een rog Advent Deck.
- Brad Barrett/Kamen Rider Thrust: een Kamen Rider gewapend met een neushoorn Advent Deck.
- Kamen Rider Strike: een Kamen Rider gewapend met een cobra Advent Deck.
- Kamen Rider Axe/Danny Cho: een Kamen Rider gewapend met een tijger Advent Deck.
- Kamen Rider Spear/Albert Cho: een Kamen Rider gewapend met een gazelle Advent Deck.
- Kamen Rider Wrath: een Kamen Rider gewapend met een fenix Advent Deck.
- Kamen Rider Onyx: een Kamen Rider gewapend met een zwarte Japanse draak Advent Deck.

### Bondgenoten
- Maya Young: een jonge vrouw die onderzoek doet naar de verdwijningen van de mensen als gevolg van Xaviax’ monsters. Ze gelooft sterk in complottheorieën. Ze raakt onbedoeld betrokken bij de strijd van de Kamen Riders.
- Lacey Sheridan: Maya's beste vriendin. Ze heeft een oogje op Kit.
- Michelle Walsh: een journalist die werkt voor Maya. Hij wil de waarheid over de Kamen Riders achterhalen, maar is te arrogant om te beseffen wat er gaande is.
- Trent Moseley: een jonge tiener die samen met Maya bij de bibliotheek werkt. Hij is een kennis van Kit, maar vertrouwt hem niet vanwege zijn reputatie.

### Schurken
- Generaal Xaviax: een alien die de wereld Ventara wil veroveren. Hij heeft hiervoor al 10 Kamen Riders verslagen. Sinds zijn ontmoeting met Kit heeft hij ook zijn zinnen op de aarde gezet. Hij kan van gedaante veranderen en zich zo voordoen als wie hij maar wil.
- Richie Preston/Kamen Rider Incisor (2-4): een man uit een rijke familie. Hij werd Xaviax’ eerste slechte Kamen Rider. Xaviax heeft hem wijsgemaakt dat hij geen toegang heeft tot zijn familiefortuin, maar dat hij een miljoen dollar zal krijgen voor elke Kamen Rider die hij verslaat. Hij vecht met een kreeft Advent Deck.
- Drew Lansing/Kamen Rider Torque: een corrupte Kamen Rider gewapend met een stier Advent Deck. Hij is goed op de hoogte van Xaviax’ ware plannen, maar vecht toch met hem mee in de hoop een hoge positie te verkrijgen in Xaviax’ wereldorde.
- Kamen Rider Camo: een corrupte Kamen Rider, gewapend met een kameleon Advent Deck dat hij heeft gekregen van Xaviax.

## Cast
- Stephen Lunsford als Kit Taylor/Kamen Rider Dragon Knight
- Matt Mullins als Len/Kamen Rider Wing Knight
- Aria Alistar als Maya Young
- William O'Leary als Xaviax
- Marisa Lauren als Lacey Sheridan
- Taylor Emerson als Trent Moseley
- Kathy Christopherson als Michelle Walsh
- Tony Moras als Richie Preston/Kamen Rider Incisor
- Christopher Foley als Drew Lansing/Kamen Rider Torque
- Colette De la Croix als Mrs. Mowry
- Jeff Davis als Frank Taylor
- Reuben Langdon als Minion #1
- Tadahiro Nakamura als Minion #2
- Aaron Toney als Minion #3

## Trivia
- De naam van de serie is de letterlijke Engelse vertaling van “Kamen Rider Ryuki”.
- Alle spullen en het hoofdlijn van het verhaal komt van het officiële Japanse versie.